# Sphedamnocarpus coursii
Sphedamnocarpus coursii är en tvåhjärtbladig växtart som beskrevs av Arenes. Sphedamnocarpus coursii ingår i släktet Sphedamnocarpus och familjen Malpighiaceae. Inga underarter finns listade i Catalogue of Life.